# Sản giật
Sản giật là sự khởi đầu của cơn động kinh (co giật) ở một người phụ nữ bị tiền sản giật. Tiền sản giật là một chứng rối loạn thai nghén khi sản phụ có huyết áp cao, có một lượng lớn protein trong nước tiểu hoặc rối loạn chức năng nội tạng khác. Co giật có thể xảy ra trước, trong và sau khi sinh con. Thông thường sản giật xảy ra trong nửa thứ hai của thai kỳ. Các cơn động kinh là loại tonic-clonic và thường kéo dài khoảng một phút. Sau khi co giật sản phụ thường có một khoảng thời gian rối loạn hoặc hôn mê. Các biến chứng bao gồm viêm hút phổi, xuất huyết não, suy thận, và ngừng tim. Tiền sản giật và sản giật là một phần của một nhóm các triệu chứng lớn hơn được gọi là các chứng cao huyết áp trong thời kỳ mang thai.
Thuốc phòng bệnh gồm có aspirin cho những phụ nữ có nguy cơ cao, bổ sung calci ở những vùng có lượng calci thấp, và điều trị tăng huyết áp bằng thuốc. Tập thể dục khi mang thai cũng có thể hữu ích. Việc sử dụng tiêm tĩnh mạch hoặc tiêm bắp magie sulfat cải thiện kết quả ở những phụ nữ bị tiền sản giật và nói chung là an toàn. Điều này là đúng ở cả các nước công nghiệp và các nước đang phát triển. Có thể cần phải hỗ trợ hô hấp cho người bệnh. Các phương pháp điều trị khác có thể bao gồm các thuốc huyết áp như hydralazine và sinh con khẩn cấp hoặc qua đường âm đạo hoặc qua phẫu thuật mổ lấy thai.
Tiền sản giật ước tính ảnh hưởng đến khoảng 5% các ca sinh nở trong khi sản giật ảnh hưởng đến khoảng 1,4% ca sinh nở. Trong các nước phát triển tỷ lệ này là khoảng 1 trong 2.000 ca sinh nở do chăm sóc y tế được cải thiện. Cao huyết áp trong thời kỳ mang thai là một trong những nguyên nhân phổ biến nhất gây tử vong trong thời kỳ mang thai. Các nguyên nhân này dẫn đến 29.000 trường hợp tử vong trong năm 2013 - giảm từ 37.000 trường hợp tử vong trong năm 1990. Khoảng một phần trăm phụ nữ bị sản giật đã chết. Từ tiếng Anh eclampsia của bệnh này xuất phát từ chữ Hy Lạp nghĩa là sét. Mô tả đầu tiên được biết đến của bệnh này là của Hippocrates trong thế kỷ 5 TCN.